# Међународни сајам вина Жупа
Међународни сајам вина Жупа у Александровцу је привредно туристичка манифестација где се представљају најбољи винари из Жупе, а исто тако и домаћини колегама из земље и иностранства.
Сајам је оцењивачког карактера где се учесницима додели велики број награда од којих је главна велика жупска ОКА.
Међународни сајам вина биће обогаћен и пропратим садржајем: дегустацијом и продајом вина, склапањем договора са представницима угоститељских кућа, организовањем округлих столова где ће бити дебата о методама прављења вина, презентације дизајнерских решења и представљање нових амлабажа, размена искустава, културни програм...
Осим да купе вино, посетиоцима се нуде и обиласци Завичајног музеја Жупе, Музеја винарства и виноградарства, а надомак Александровца су и неки од најпознатијих манастира у Србији: Дренча, Руденица, Манастир Светог Козме и Дамјана у Плешу и Црква Преподобне мати Параскеве у Малој Врбници...